# Filipești
Filipeşti est une commune située en Moldavie roumaine, dans le județ de Bacău.
Filipeşti est composé de huit villages : Boanţa, Cârligi, Corneşti, Cotu Grosului, Filipeşti, Galbeni, Hârleşti et Onişcani.